# Der geteilte Himmel
Der geteilte Himmel är en berättelse av Christa Wolf från 1963 som 1964 filmades av Konrad Wolf.

## Handling
Berättelsen handlar om den 19-åriga Rita Seidel och hennes pojkvän Manfred Herrfurth. Den utspelar sig strax före midsommar. Rita och Manfred är mycket olika: hon från landet, han från staden, hon romantiker, han rationell. De träffas på en dans i byn och blir tillsammans. De flyttar in i en våning i Halle. Manfred arbetar som kemist och Rita arbetar på Waggonbauwerk Ammendorf som en del i utbildningen att bli en god socialistisk medborgare. Samtidigt studerar hon till lärare.
Manfred tappar tron på det socialistiska samhällssystemet och ekonomin när ett av hans utvecklingsprojekt får nobben av en statlig ekonomibyråkrat. Han lämnar Östtyskland för ett liv i väst. Rita reser efter honom och försöker få honom att återvända. Manfred vill stanna. Rita känner sig främmande i väst och reser tillbaka till Halle. Kort därefter byggs muren och de två skiljs åt permanent. Rita försöker ta livet av sig och hamnar i koma och vaknar senare upp på sjukhuset. Från perspektivet som uppvaknad patient berättar hon tillbakablickande på historien med Manfred.